# Коріна Крецу
Коріна Крецу (рум. Corina Crețu; нар. 24 червня 1967, Бухарест, Румунія) — румунський політик і журналіст, депутат Європарламенту VI, VII і VIII скликань. Європейський комісар з регіональної політики з 1 листопада 2014 року до 1 липня 2019.

## Біографія
У 1989 році закінчила факультет планування та економічної кібернетики Академії економічних досліджень в Бухаресті. Вона працювала журналістом у різних газетах, а також в адміністрації президента і Сенаті.
У 1996 році вона приєдналася до Соціал-демократичної партії, протягом декількох років вона була віце-президентом її жіночої організації.
З 2000 року була членом Палати депутатів, а потім — румунського Сенату. Під час другого терміну президента Йона Ілієску була його радником і прес-секретарем.
У 2007 році обрана до Європейського парламенту.
На виборах у 2009 році успішно переобралась.
У 2014 році обрана на новий термін. Входить до групи Партії європейських соціалістів.